# Технічний контроль
Техні́чний контро́ль — це перевірка відповідності об'єкта (продукції або процесу, від якого залежить її якість) встановленим технічним вимогам.

## Технічний контроль за етапами життєвого циклу продукції
На стадії розробки продукції технічний контроль полягає у перевірці технічної документації, відповідності дослідного зразка технічному завданню, правилам оформлення, викладеним в ЄСКД (Єдина система конструкторської документації).
На стадії виготовлення технічний контроль охоплює якість сировини та продукції, її комплектність, упакування, маркування, кількісні показники, перебіг виробничих процесів.
На стадії експлуатації полягає у перевірці дотримання вимог експлуатаційної та ремонтної документації.

## Основні поняття та визначення
Предметом технічного контролю є розробка комплексу організаційно-технічних заходів, спрямованих на забезпечення виробництва продукції із заданим рівнем якості у заданих обсягах.
Реалізація технічного контролю передбачає три основних етапи:
- отримання первинної інформації про фактичний стан контрольованого об'єкта, його контрольовані ознаки і показники;
- отримання вторинної інформації — відхилень від заданих параметрів шляхом порівняння первинної інформації із запланованими критеріями, нормами чи вимогами;
- підготовка інформації для вироблення відповідних керувальних впливів на контрольований об'єкт як результат контролю.

Контрольована ознака — це кількісна або якісна характеристика властивостей об'єкта, що піддається контролю.
Метод контролю — це сукупність правил застосування певних принципів і засобів для здійснення контролю. У метод контролю входять основні фізичні, хімічні, біологічні та інші явища, а також залежності (закони, ефекти, перетворення), які застосовуються при отриманні первинної інформації з об'єкта контролю.
Під системою контролю розуміють сукупність засобів контролю, виконавців і визначених об'єктів контролю, що взаємодіють згідно з правилами, які встановлені відповідними нормативними документами.
Засоби контролю — це технічні пристрої (прилади, пристосування, інструмент, випробувальні стенди) та (чи) матеріали (наприклад, реактиви), для проведення контролю.
Результат контролю — є кількісно визначене судження про стан об'єкту контролю.

## Класифікація видів технічного контролю
Види технічного контролю класифікуються за наступними основними ознаками: В залежності від об'єкта контролю:
- контроль кількісних і якісних характеристик властивостей продукції;
- технологічного процесу (його режимів, параметрів, характеристик, відповідності вимогам ЄСКД, ЄСТД, ЄСТПВ).

За етапам виробничого процесу:
- вхідний — контроль якості надходить продукції, який здійснюється споживачем;
- операційний — контроль продукції або процесу під час виконання або після завершення технологічної операції[1];
- приймальний — контроль продукції, за результатами якого приймається рішення щодо її придатності для постачання і (чи) використання[1].

За ступенем охоплення:
- суцільний — контроль кожної одиниці продукції в партії[1], що здійснюється з однаковою повнотою;
- вибірковий — контроль, за якого рішення про контрольовану сукупність чи процес приймають за результатами перевірки однієї чи декількох вибірок[1][2].

За можливістю подальшого використання продукції:
- руйнівний — об'єкт контролю використанню не підлягає;
- неруйнівний — контроль якості продукції, за якого не повинна бути порушена придатність щодо застосування із повним збереженням з самого початку закладених функцій[3].

За ступенем використання засобів контролю:
- вимірювальний — контроль, що проводиться з використанням засобів вимірювання;
- реєстраційний — контроль, що проводиться реєстрацією значень контрольованих параметрів продукції чи процесів;
- органолептичний — контроль, за якого первинна інформація сприймається органами чуття;
- технічний огляд — контроль, що проводиться переважно за допомогою органів чуття і, за потреби, засобів контролю, номенклатура яких встановлена відповідною документацією.

В залежності від рівня технічної оснащеності:
- ручний — контроль, який полягає в тому, що засіб контролю чи його перетворювач переміщується рукою, а показання апаратури сприймаються та оцінюються оператором[3];
- механізований — контроль, за якого випробування повністю чи частково виконується з використанням машин і механізмів, а показання апаратури оцінюються повністю чи частково оператором[3];
- автоматизований — здійснюється з частковою участю людини;
- автоматичний — контроль без безпосередньої участі людини;
- активний — контроль, який безпосередньо впливає на хід технологічного процесу і режимів обробки з метою управління ними.

За типом контрольованих параметрів і ознаками якості технічний контроль поділяється на:
- контроль геометричних параметрів (лінійних, кутових розмірів, форми тощо),
- контроль фізичних властивостей (теплопровідність, електропровідність, температура плавлення тощо);
- контроль механічних властивостей (механічна жорсткість, твердість, пластичність тощо);
- хімічних властивостей (хімічний аналіз складу речовини, корозійна стійкість в різних середовищах та ін.);
- металографічні дослідження (контроль мікро — і макроструктури заготовок, напівфабрикатів, деталей);
- спеціальний контроль (герметичності, відсутності внутрішніх дефектів);
- контроль функціональних параметрів (контроль працездатності приладів, систем, пристроїв в різних умовах);
- контроль ознак якості, наприклад, зовнішнього вигляду візуально тощо.

## Технічний контроль при добуванні і переробці корисних копалин
Див. також Технічний контроль при збагаченні вугілля.
Сукупність організаційних та технічних заходів щодо перевірки якості мінеральної сировини в процесі її видобування і первинної переробки. Якість корисних копалин і продуктів збагачення нормується державними стандартами, технічними умовами і тимчасовими нормами. Нормування якості корисних копалин забезпечує їх раціональний розподіл по галузях промисловості і ефективне використання, а також є стимулом підвищення якості продукції. Для визначення показників якості корисної копалини, що добувається, виконують її опробування.